# Liste des chansons de Johnny Hallyday adaptées d'une chanson étrangère
Pour un article plus général, voir Johnny Hallyday.
Cette liste recense les chansons de Johnny Hallyday issues de l'adaptation en français d'une chanson étrangère.

## Avant propos
Sur le millier de chansons interprétées par Johnny Hallyday, environ un tiers sont issues d'adaptations de chanson étrangères, le plus souvent d'un titre américain, parfois anglais et plus anecdotiquement d'une autre origine.
Comme l'écrit l'agence de presse russe Tass, c'était souvent grâce aux reprises de Johnny Hallyday que l'on découvrait les nouvelles chansons américaines en Europe, y compris en URSS, « et la version de Johnny était souvent supérieure à l'originale »,. En 1961, il a pris la tête de nombreux hit-parades européens avec Viens danser le twist, une reprise en français de Let's Twist Again,.
Sont cités ici (autant que possible), en plus du titre original, les auteurs et le premier interprète de la chanson dans sa version d'origine.
Certains titres, tels Heartbreak Hotel ou Memphis, Tennessee (entre autres), ont fait l'objet de plusieurs adaptations de la part de Johnny Hallyday (1958, 1974 pour le premier exemple, 1975 et 1996 pour le second), on les retrouve donc plusieurs fois dans ce recensement.
Plusieurs musiciens étrangers ont composé pour Johnny Hallyday, c'est notamment le cas de Mick Jones, Tommy Brown, ou encore Toto Cutugno (à titres d'exemples, non exhaustifs) ; à juste titre, ces compositions originales ne sont pas répertoriées.

## Adaptations - Chronologie
Source pour l'ensemble de la liste , sauf références supplémentaires et complémentaires, notamment .

### 1958 - 1959
| Titre original                              | Date | Auteurs                                  | Version Johnny            | Date | Adaptation      | Support                                                                                 |
| ------------------------------------------- | ---- | ---------------------------------------- | ------------------------- | ---- | --------------- | --------------------------------------------------------------------------------------- |
| Heartbreak Hotel d'Elvis Presley            | 1956 | Tommy Durden (en) - Mae Boren Axton (en) | Je me sens si seul        | 1958 | Johnny Hallyday | maquette restée inédite jusqu'en 2006 Coffret Souvenirs, souvenirs Sony BMG 82876694222 |
| (Let Me Be Your) Teddy Bear d'Elvis Presley | 1957 | Berni Lowe - Kal Mann                    | Ton petit ours en peluche | 1959 | Jacques Poterat | maquette restée inédite jusqu'en 1993                                                   |
| Just Young de Paul Anka                     | 1958 | Lya S. Roberts                           | Ce sont des gosses        | 1959 | René Rouzaud    | maquette restée inédite jusqu'en 1993,                                                  |

### Les années 1960

#### 1960 - 1961 (période Vogue)
| Titre original                                                          | Date      | Auteurs                                           | Version Johnny                 | Date | Adaptation                            | Support                                |
| ----------------------------------------------------------------------- | --------- | ------------------------------------------------- | ------------------------------ | ---- | ------------------------------------- | -------------------------------------- |
| Makin' Love de Floyd Robinson                                           | 1959      | Floyd Robinson                                    | T'aimer follement              | 1960 | André Salvet - Jacques Plait          | album Hello Johnny                     |
| Souvenirs de Bill Ramsey (en allemand) Barbara Evans (version anglaise) | 1959 1959 | Cy Coben                                          | Souvenirs, souvenirs           | 1960 | Fernand Bonifay                       | album Hello Johnny                     |
| I Got Stung d'Elvis Presley                                             | 1958      | Aaron Schroeder - David Hill                      | J'suis mordu                   | 1960 | Daniel White                          | album Hello Johnny                     |
| Itsy Bitsy Teenie Weenie Yellow Polka Dot Bikini de Brian Hyland        | 1960      | Paul Vance, Lee Pockriss                          | Itsy, bitsy petit bikini       | 1960 | André Salvet - Lucien Morisse         | album Hello Johnny                     |
| Labbra di fuoco de Flo Sandon's                                         | 1959      | Mauro Coppo - Gino Prandi                         | Le plus beau des jeux          | 1960 | Jil et Jan                            | Super 45 tours                         |
| I Want To Walk You Home de Fats Domino                                  | 1960      | Fats Domino                                       | Je veux me promener            | 1960 | Jil et Jan                            | super 45 tours                         |
| Kili Watch des Cousins                                                  | 1960      | Gus Dersé                                         | Kili Watch                     | 1960 | Jil et Jan                            | Super 45 tours                         |
| Cathy's Clown des Everly Brothers                                       | 1960      | Phil et Don Everly                                | Le p'tit clown de ton cœur     | 1960 | Georges Aber, Pierre Delanoë          | Super 45 tours                         |
| Sweet Nothin's de Brenda Lee                                            | 1960      | Ronnie Self                                       | Ce s'rait bien                 | 1960 | Guy Berner, Roger Berthier            | Super 45 tours                         |
| Oh Why des Teddy Bears                                                  | 1959      | Phil Spector                                      | Mon amour oublié               | 1960 | Georges Garvarentz et Nicolas clément | chanson restée inédite jusqu'en 2006   |
| Don't Leave Me Now d'Elvis Presley                                      | 1957      | A. Schroeder - B. Weismann                        | Premier amour                  | 1960 |                                       | chanson restée inédite jusqu'en 2006   |
| I Want That de Bill ''Crash'' Craddock                                  | 1960      | Benjamin Weisman - Edna Lewis                     | Oui mon cher                   | 1961 | Kelly                                 | album Nous les gars, nous les filles   |
| You Talk Too Much de Jo Jones                                           | 1960      | René Hall - Joe Jones                             | Tu parles trop                 | 1961 | Georges Aber                          | album Nous les gars, nous les filles   |
| Boys And Girls de Floyd Robinson                                        | 1961      | Cy Coben                                          | Nous les gars, nous les filles | 1961 | Grelbin                               | album Nous les gars, nous les filles   |
| Seven Steps de Sal Mineo                                                | 1961      | Julius Dixon - Stuart Wiener                      | Mon septième ciel              | 1961 | Jil et Jan                            | album Nous les gars, nous les filles   |
| New Orleans de Gary U.S. Bonds                                          | 1960      | Franck Guida - Joe Royster                        | À New Orleans                  | 1961 | Jil et Jan                            | album Tête à tête avec Johnny Hallyday |
| Pony Time de Chubby Checker                                             | 1961      | Don Covay - John Berry                            | Hey Pony                       | 1961 | Hubert Ithier                         | album Tête à tête avec Johnny Hallyday |
| 24.000 baci d'Adriano Celentano                                         | 1961      | Lucio Fulci - Piero Vivarelli - Adriano Celentano | 24 000 Baisers                 | 1961 | Fernand Bonifay                       | album Tête à tête avec Johnny Hallyday |
| Baby I Don't Care (en) d'Elvis Presley                                  | 1957      | Jerry Leiber et Mike Stoller                      | Sentimental                    | 1961 | Michel Emer                           | album Tête à tête avec Johnny Hallyday |

#### Période Philips (1961 - 2005)

##### 1961 - 1962 - 1963
| Titre original                                                     | Date | Auteurs                                                       | Version Johnny                                                                     | Date | Adaptation                           | Support |
| ------------------------------------------------------------------ | ---- | ------------------------------------------------------------- | ---------------------------------------------------------------------------------- | ---- | ------------------------------------ | --- |
| High School Confidential de Jerry Lee Lewis                        | 1958 | Ron Hargrave (en) - Jerry Lee Lewis                           | Nous quand on s'embrasse                                                           | 1961 | Jil et Jan                           | 33 tours 25cm Viens danser le twist album Salut les copains |
| You Can Have Her de Roy Hamilton                                   | 1961 | Bill Cook                                                     | Tu peux la prendre                                                                 | 1961 | André Salvet - Lucien Morisse        | 33 tours 25cm Viens danser le twist album Salut les copains |
| Let's Twist Again de Chubby Checker                                | 1961 | Kal Mann - Dave Appell                                        | Viens danser le twist - Let's Twist Again (version française et version originale) | 1961 | Georges Gosset                       | 33 tours 25cm Viens danser le twist album Salut les copains |
| A Hundred Pounds of Clay (en) de Gene McDaniels                    | 1961 | Bob Elgin - Luther Dixon - Kay Rogers                         | Avec une poignée de terre                                                          | 1961 | Rudi Révil - Manou Roblin            | 33 tours 25cm Viens danser le twist album Salut les copains |
| Twistin' USA de Chubby Checker                                     | 1961 | Kal Mann                                                      | Twistin' USA                                                                       | 1961 | Guy Bertret - Roger Desbois          | 33 tours 25 cm Viens danser le twist album Salut les copains |
| Dance This Mess Around de Chubby Checker                           | 1961 | Kal Mann - Dave Appell                                        | Danse le twist avec moi                                                            | 1961 | Jean Dambois                         | 33 tours 25 cm Viens danser le twist album Salut les copains |
| Ya Ya de Lee Dorsey                                                | 1961 | Lee Dorsey, Clarence Lewis, Morgan Robinson, Morris Levy (en) | Ya ya twist                                                                        | 1962 | Georges Aber, Lucien Morisse         | 33 Tours 25 cm Retiens la nuit |
| Shake the Hand of a Fool de Titus Turner                           | 1961 | Margie Singleton                                              | Serre la main d'un fou                                                             | 1962 | Jil et Jan                           | 33 Tours 25 cm Madison Twist |
| Garden of Love de Gene Pitney                                      | 1962 | Gene Pitney                                                   | Dans un jardin d'amour                                                             | 1962 | Jil et Jan                           | 33 Tours 25 cm Madison Twist |
| Twistin' the Night Away de Sam Cooke                               | 1962 | Sam Cooke                                                     | Laissez-nous twister                                                               | 1962 | André Pascal                         | 33 Tours 25 cm Madison Twist |
| A Girl Like You de Cliff Richard                                   | 1961 | Jerry Lordan                                                  | Une fille comme toi                                                                | 1962 | Raymond Mamoudy                      | 33 Tours 25 cm Madison Twist |
| Meet Me At the Twistin’ Place de Johnnie Morisette                 | 1962 | Sam Cooke                                                     | Madison Twist                                                                      | 1962 | Georges Aber                         | 33 Tours 25 cm Madison Twist |
| Hey! Baby de Bruce Channel                                         | 1962 | Margaret Cobb - Bruce Channel                                 | Hey ! Baby                                                                         | 1962 | Maurice Tézé                         | 33 Tours 25 cm Madison Twist |
| Don't Play That Song (You Lied) de Ben E. King                     | 1962 | Ahmet Ertegün - Betty Nelson                                  | Pas cette chanson                                                                  | 1962 | Ralph Bernet                         | 33 Tours 25 cm Madison Twist |
| Teenage Idol de Ricky Nelson                                       | 1962 | Jack Lewis                                                    | L’Idole des jeunes                                                                 | 1962 | Ralph Bernet                         | Super 45 tours L'idole des jeunes |
| Little Bitty Pretty One de Bobby Day                               | 1957 | Robert Byrd alias Bobby Day                                   | C’est le mashed potatoes                                                           | 1962 | Jil et Jan                           | Super 45 tours L'idole des jeunes |
| Apron Strings de Billy the kid autre version par Cliff Richard     | 1959 | George David Weiss - Aaron Harold Schroeder                   | Tout bas, tout bas, tout bas                                                       | 1962 | Georges Garvarentz & Clément Nicolas | Super 45 tours L'idole des jeunes |
| Dancin' Party de Chubby Checker                                    | 1962 | Kal Mann / Dave Appell                                        | Comme l’été dernier                                                                | 1962 | Gisèle Vesta                         | Super 45 tours L'idole des jeunes |
| Trouble d'Elvis Presley                                            | 1958 | Jerry Leiber et Mike Stoller                                  | La bagarre                                                                         | 1962 | Vline Buggy                          | album Johnny à l'Olympia |
| Tender Years de George Jones                                       | 1961 | Darrell Edwards - Margie Singleton                            | Tes tendres années                                                                 | 1963 | Ralph Bernet                         | album Les bras en croix |
| Somethin' Else de Eddie Cochran                                    |      | Sharon Sheeley - Bob Cochran                                  | Elle est terrible                                                                  | 1963 | Jil et Jan                           | album Les bras en croix |
| Mashed Potato Time (en) de Dee Dee Sharp                           | 1962 | Barry Mann, Bernie Lowe (en)                                  | Mashed Potatoes Time                                                               | 1963 | Guy Bertret, Roger Desbois           | album Les bras en croix |
| Chains des Cookies                                                 | 1962 | Gerry Goffin / Carole King                                    | Chance                                                                             | 1963 | Georges Aber                         | album Les bras en croix |
| Break It to Me Gently (en) de Brenda Lee                           | 1961 | Diane Lampert - Joe Seneca                                    | Quitte-moi doucement                                                               | 1963 | Ralph Bernet                         | album Les bras en croix |
| You're Sixteen de Johnny Burnette                                  | 1960 | Bob Sherman - Dick Sherman                                    | T'as seize ans                                                                     | 1963 | Gérard La Viny - Jil et Jan          | album Les bras en croix |
| When My Little Girl Is Smiling de Clyde McPhatter and the Drifters | 1962 | Gerry Goffin / Carole King                                    | Quand un air vous possède                                                          | 1963 | Georges Aber                         | album Les bras en croix |
| I Saw Linda Yesterday de Dickey Lee                                | 1962 | Dickey Lee - Allen Reynolds                                   | Parce que j'ai revu Linda                                                          | 1963 | Rudi Revil, Georges Aber             | album Les bras en croix |
| That'll Be the Day de Buddy Holly                                  | 1957 | Jerry Allison (en) - Norman Petty - Buddy Holly               | Quand ce jour-là viendra                                                           | 1963 | Michel Emer                          | album Les bras en croix |
| We Say Yeah de Cliff Richard                                       | 1962 | Hank Marvin - Peter Gormley - Bruce Welch                     | Dis-moi oui                                                                        | 1963 | Claude Carrère, Ralph Bernet         | album Les bras en croix |
| Da Doo Ron Ron des Crystals                                        | 1963 | Ellie Greenwich / Jeff Barry                                  | Da dou ron ron                                                                     | 1963 | Georges Aber                         | 33 Tours 25 cm Da dou ron ron |
| I'll never dance again de Bobby Rydell                             | 1962 | Barry Mann - Mike Anthony                                     | Je ne danserai plus jamais                                                         | 1963 | Jean-Michel Rivat                    | 33 Tours 25 cm Da dou ron ron |
| Black Cloud de Leroy Van Dyke                                      | 1963 | Bill Brock                                                    | Comme une ombre sur moi                                                            | 1963 | Frédéric Dial, Ralph Bernet          | 33 Tours 25 cm Da dou ron ron |
| Sweet Little Sixteen de Chuck Berry                                | 1958 | Chuck Berry                                                   | Douces filles de seize ans                                                         | 1963 | Ralph Bernet                         | 33 Tours 25 cm Da dou ron ron |
| Bolt of Love                                                       |      | D. Kilroy                                                     | La pierre d'amour                                                                  | 1963 | Ralph Bernet                         | 45 Tours 2 titres 373620 (enregistrée à Paris en décembre et restée inédite, cette chanson - l'une des plus rares de la discographie d'Hallyday - sort sur un - tout aussi rare - 45 tours en 1965) |

##### 1964 - 1965 - 1966
| Titre original | Date | Auteurs                                                            | Version Johnny                                  | Date | Adaptation                                      | Support                                                |
| --- | ---- | ------------------------------------------------------------------ | ----------------------------------------------- | ---- | ----------------------------------------------- | ------------------------------------------------------ |
| Cuttin' In de Johnny « Guitar » Watson | 1962 | John Watson                                                        | Excuse-moi partenaire                           | 1964 | Ralph Bernet                                    | 33 Tours 25 cm Les guitares jouent                     |
| I Saw Her Standing There des Beatles | 1963 | John Lennon - Paul McCartney                                       | Quand je l'ai vue devant moi                    | 1964 | Ralph Bernet                                    | 33 Tours 25 cm Les guitares jouent                     |
| (You're the) Devil in Disguise d'Elvis Presley | 1963 | Bill Giant - Bernie Braun - Florence Kaye                          | Tu n'as rien de tout ça                         | 1964 | Ralph Bernet                                    | 33 Tours 25 cm Les guitares jouent                     |
| Packin' Up de Beau K | 1963 | Margie Singleton - Bill Smith                                      | J'abandonne mes amours                          | 1964 | Ralph Bernet                                    | 33 Tours 25 cm Les guitares jouent                     |
| Jailer Bring Me Water de Bobby Darin | 1964 | Bobby Darin                                                        | Dis-lui que j’en rêve                           | 1964 | Georges Aber                                    | 33 Tours 25 cm Les guitares jouent                     |
| Surfin' Hootenanny de Al Casey & the K-C-Ettes (alias The Blossoms)                                                                                | 1963 | Lee Hazlewood                                                      | Les guitares jouent                             | 1964 | Georges Aber                                    | 33 Tours 25 cm Les guitares jouent                     |
| Such A Night des Drifters | 1954 | Lincoln Chase (en)                                                 | Oh ! Cette nuit                                 | 1964 | Ralph Bernet                                    | album Johnny Hallyday Olympia 64                       |
| Baby don't weep |      | B. Russel - N. Meade                                               | Non, non, non, non (je ne veux plus te blesser) | 1964 | Ralph Bernet                                    | album Johnny Hallyday Olympia 64                       |
| Johnny B. Goode de Chuck Berry | 1958 | Chuck Berry                                                        | Johnny reviens                                  | 1964 | Manou Roblin                                    | album Johnny, reviens ! Les Rocks les plus terribles   |
| Lucille de Little Richard | 1956 | Little Richard Penniman - Albert Collins                           | Lucille                                         | 1964 | Claude Pitkowski, Alain Gaunay                  | album Johnny, reviens ! Les Rocks les plus terribles   |
| Roll Over Beethoven de Chuck Berry | 1956 | Chuck Berry                                                        | Au rythme et au blues                           | 1964 | Manou Roblin                                    | album Johnny, reviens ! Les Rocks les plus terribles   |
| My Baby left me d'Elvis Presley | 1956 | Arthur Crudup                                                      | Tu me quittes                                   | 1964 | Ralph Bernet                                    | album Johnny, reviens ! Les Rocks les plus terribles   |
| (Let Me Be Your) Teddy Bear d'Elvis Presley | 1957 | Kal Mann / Bernie Lowe                                             | Celui que tu préfères                           | 1964 | Ralph Bernet                                    | album Johnny, reviens ! Les Rocks les plus terribles   |
| Thirty Days de Chuck Berry | 1955 | Chuck Berry                                                        | Rien que huit jours                             | 1964 | Manou Roblin                                    | album Johnny, reviens ! Les Rocks les plus terribles   |
| Frankie and Johnny de Gene Vincent | 1957 | ancienne chanson adaptée - entre autres - par Gene Vincent         | Frankie et Johnny                               | 1964 | Manou Roblin                                    | album Johnny, reviens ! Les Rocks les plus terribles   |
| Carol de Chuck Berry | 1958 | Chuck Berry                                                        | O Carole                                        | 1964 | Manou Roblin                                    | album Johnny, reviens ! Les Rocks les plus terribles   |
| Ready Teddy de Little Richard | 1956 | Robert Bumps Blackwell - John Marascalco                           | Belle                                           | 1964 | Manou Roblin                                    | album Johnny, reviens ! Les Rocks les plus terribles   |
| Susie Q de Dale Hawkins | 1957 | Dale Hawkins - Stan Lewis, Eleanor Broadwater                      | Susie-Lou                                       | 1964 | Manou Roblin                                    | album Johnny, reviens ! Les Rocks les plus terribles   |
| Long Tall Sally de Little Richard | 1956 | Enotris Johnson - Robert Bumps Blackwell - Little Richard Penniman | Sally                                           | 1964 | Ralph Bernet                                    | album Johnny, reviens ! Les Rocks les plus terribles   |
| Let's Have a Party d'Elvis Presley | 1957 | Jessie Mae Robinson                                                | Oh ! Laisse la partir                           | 1964 | Manou Roblin                                    | album Johnny, reviens ! Les Rocks les plus terribles   |
| I Forgot to Remember to Forget d'Elvis Presley | 1955 | Stanley A. Kesler - Charlie Feathers                               | J'ai oublié de me souvenir                      | 1964 | Ralph Bernet                                    | Super 45 tours Les Rocks les plus terribles : Volume 1 |
| Good Golly, Miss Molly de Little Richard | 1956 | Robert Bumps Blackwell - John Marascalco                           | C'est fini Miss Molly                           | 1964 | Ralph Bernet                                    | titre resté inédit jusqu'en 1993                       |
| The House of the Rising Sun traditionnel nord-américain réarrangé en version pop par The Animals La première version connue est celle de Leadbelly | 1964 | Alan Price                                                         | Le Pénitencier                                  | 1964 | Vline Buggy et Hugues Aufray                    | 33 Tours 25 cm Le pénitencier                          |
| I'll Be Seeing You (en) chanson créé lors de la comédie musicale Right This Way (en) et interprétée par Tamara Drasin (en)                         | 1938 | Sammy Fain, Irving Kahal (en)                                      | Je te reverrai                                  | 1964 | Michel Emer                                     | 33 Tours 25 cm Le pénitencier                          |
| Sweet lovin mama de Johnny « Guitar » Watson | 1962 | John Watson                                                        | Pour moi tu es la seule                         | 1964 | Georges Aber                                    | 33 Tours 25 cm Le pénitencier                          |
| It Hurts Me (en) d'Elvis Presley | 1964 | Joy Byers (en), Charlie E. Daniels                                 | Ça fait mal                                     | 1964 | Georges Aber                                    | 33 Tours 25 cm Le pénitencier                          |
| I’m the Lonely One de Cliff Richard | 1964 | Gordon Mills (en)                                                  | Mais je reviens                                 | 1964 | Daniel Hortis                                   | 33 Tours 25 cm Le pénitencier                          |
| Tell Her Johnny Said Good Bye de (J. Byers) |      |                                                                    | Johnny lui dit adieu                            | 1965 | Ralph Bernet                                    | Super 45 tours Johnny lui dit adieu                    |
| You Finally Said Something |      | E. Strasser - G. Winters                                           | On te montrera du doigt                         | 1965 | Gilles Thibaut                                  | Super 45 tours Johnny lui dit adieu                    |
| Moody River |      | G. Bruce                                                           | Maudite rivière                                 | 1965 | Vline Buggy                                     | Super 45 tours Johnny lui dit adieu                    |
| Mr. Lonely de Bobby Vinton | 1964 | Bobby Vinton - Gene Allan                                          | Quand revient la nuit                           | 1965 | Georges Aber                                    | album Hallelujah                                       |
| Just a Little More Time |      | D. Morrison                                                        | Juste un peu de temps                           | 1965 | Jil et Jan                                      | album Hallelujah                                       |
| I Must Be Seeing Things de Gene Pitney |      | A. Kooper - B. Brass - I. Levine                                   | Mes yeux sont fous                              | 1965 | Gilles Thibaut                                  | album Hallelujah                                       |
| She's a Woman des Beatles |      | John Lennon - Paul Mc Cartney                                      | On a ses jours                                  | 1965 | Georges Aber                                    | album Hallelujah                                       |
| Bolt of Love |      | E. Kilroy - D. Kilroy                                              | Celui qui t'a fait pleurer                      | 1965 | Ralph Bernet                                    | album Hallelujah                                       |
| Rock and Roll Music Chuck Berry |      | Chuck Berry                                                        | Rock'n'roll musique                             | 1965 | Georges Aber                                    | album Hallelujah                                       |
| My Babe de Little Walter |      | Willie Dixon                                                       | Va t'en                                         | 1965 | Johnny Hallyday - Gilles Thibaut - Eddie Vartan | album Hallelujah                                       |
| Hallelujah |      | (traditionnel)                                                     | Pour nos joies et pour nos peines (hallelujah)  | 1965 | Jean-Jacques Debout                             | album Hallelujah                                       |
| I'm Gonna Sit Right Down and Cry (Over You) d'Elvis Presley                                                                                        |      | J. Thomas - H. Biggs                                               | Pleurer auprès de toi                           | 1965 | R. Bernez                                       | album Hallelujah                                       |
| Hi-Heel Sneakers |      | Robert Higgenbotham                                                | Plus je te regarde                              | 1965 | Manou Roblin                                    | album Hallelujah                                       |
| Zeep a Dee Doo Dah |      | Gilbert / Wrubel                                                   | Zeep a dee yeh                                  | 1965 | Hubert Wayaffe                                  | album Hallelujah                                       |
| Bring It On Home To Me |      | S. Cooke                                                           | Reviens donc chez nous                          | 1965 | Georges Aber                                    | Super 45 tours Mes yeux sont fous                      |
| Leave A Little Love |      | Les Reed – R. Conrad                                               | Laisse un peu d'amour                           | 1965 | Hubert Wayaffe                                  | Super 45 tours Mon anneau d'or                         |
| You Can't Judge A Book By The Cover |      | W. Dixon                                                           | Donne-moi une preuve                            | 1965 | Gilles Thibaut                                  | (restée inédite jusqu'en 1993)                         |
| Skinnie Minnie de Bill Haley |      | A. Keefer, Bill Haley, C. Cafra                                    | J'attends minuit                                | 1965 | Georges Aber                                    | (restée inédite jusqu'en 1993)                         |
| Girl par les Beatles |      | John Lennon - Paul Mc Cartney                                      | Je l'aime                                       | 1966 | Hugues Aufray, Vline Buggy                      | Super 45 tours Je l'aime                               |
| If You Gotta Go, Go Now par Bob Dylan |      | Bob Dylan                                                          | Maintenant ou jamais                            | 1966 | Gilles Thibaut                                  | Super 45 tours Je l'aime                               |
| In the Midnight Hour |      | Steve Cropper - Wilson Pickett                                     | Jusqu'à minuit                                  | 1966 | Georges Aber                                    | Super 45 tours Je l'aime                               |
| Our World |      | P. Parnes - P Evans                                                | Si tout change                                  | 1966 | J. Chaumelle                                    | Super 45 tours Les cheveux longs et les idées courtes  |
| Respect par Otis Redding |      | Otis Redding                                                       | Du respect                                      | 1966 | Georges Aber                                    | Super 45 tours Les cheveux longs et les idées courtes  |
| Uptight (Everything's Alright) |      | Henry Cosby - Sylvia Rose Moy - Stevie Judkins,                    | Les Coups                                       | 1966 | Georges Aber                                    | Super 45 tours Les cheveux longs et les idées courtes  |
| Black Is Black de Los Bravos | 1966 | H. Wadey - A. Hayes - Grainger                                     | Noir c'est noir                                 | 1966 | Georges Aber                                    | album La génération perdue                             |
| I Washed My Hands In Muddy Water |      | J. Babcock                                                         | Je me suis lavé les mains dans une eau sale     | 1966 | Long Chris                                      | album La génération perdue                             |
| When A Man Loves A Woman par Percy Sledge |      | L. Wright                                                          | Quand un homme perd ses rêves                   | 1966 | Ralph Bernet                                    | album La génération perdue                             |
| Got to Get You into My Life de The Beatles | 1966 | John Lennon - Paul McCartney                                       | Je veux te graver dans ma vie                   | 1966 | Long Chris                                      | album La génération perdue                             |
| With A Girl Like You par The Troggs |      | R. Presley                                                         | Le Jeu que tu joues                             | 1966 | Georges Aber                                    | album La génération perdue                             |
| If I Were a Carpenter |      | Tim Hardin                                                         | Si j'étais un charpentier                       | 1966 | Long Chris                                      | Super 45 tours Si j'étais un charpentier               |

##### 1967 - 1968 - 1969
| Titre original                                                         | Date | Auteurs                                     | Version Johnny                  | Date | Adaptation     | Support |
| ---------------------------------------------------------------------- | ---- | ------------------------------------------- | ------------------------------- | ---- | -------------- | --- |
| Hey Joe de Jimi Hendrix (originellement par The Leaves)                | 1966 | Bob Roberts                                 | Hey Joe                         | 1967 | Gilles Thibaut | Super 45 tours Hey Joe une seconde version restée inédite jusqu'en 1993, voit Jimi Hendrix accompagner Johnny à la guitare acoustique |
| Such A Fool For You de Ike Turner & Tina Turner                        |      | Ike Turner, Tina Turner                     | Je crois qu'il me rend fou      | 1967 | Georges Aber   | Super 45 tours Hey Joe |
| What is Soul                                                           |      | Ben E. King – Bob Gallo                     | Je suis seul                    | 1967 | Georges Aber   | Super 45 tours Hey Joe |
| Don't Mess With Cupid                                                  |      | Eddie Floyd - Steve Cropper – Deanie Parker | Ne sois pas si stupide          | 1967 | Georges Aber   | album Olympia 67 |
| Love Me Tender d'Elvis Presley                                         |      | Elvis Presley – Vera Matson                 | Amour d'été                     | 1967 | Georges Aber   | album Johnny 67 |
| Hang To A Dream                                                        |      | Tim Hardin                                  | Je m'accroche à mon rêve        | 1967 | Georges Aber   | album Johnny 67 |
| Knock on Wood                                                          |      | Eddie Floyd – Steve Cropper                 | Aussi dur que du bois           | 1967 | Georges Aber   | album Johnny 67 |
| Just My Imagination                                                    |      | Brian Morris - Harvey Freed                 | C'est mon imagination           | 1967 | Georges Aber   | album Johnny 67 |
| My Way Of Giving                                                       |      | Steve Marriott - Ronnie Lane                | Je n'ai jamais rien demandé     | 1967 | Long Chris     | album Johnny 67 |
| Teenage Letter                                                         |      | Ronald Richard                              | Lettre de fans                  | 1967 | Georges Aber   | album Johnny 67 |
| You Better Believe It Baby                                             |      | Joe Tex                                     | Pourquoi as-tu peur de la vie ? | 1967 | Georges Aber   | album Johnny 67 |
| Sweet Soul Music d'Arthur Conley                                       |      | Otis Redding / Arthur Conley                | La seule vraie musique          | 1967 | Georges Aber   | album Johnny 67 |
| San Francisco (Be Sure to Wear Flowers in Your Hair) de Scott McKenzie | 1967 | John Philips                                | San Francisco                   | 1967 | Georges Aber   | Super 45 tours San Francisco |
| The Ballad of Bonnie and Clyde                                         |      | Mitch Murray - Pete Callender               | L'Histoire de Bonnie and Clyde  | 1968 | Georges Aber   | album Jeune homme |
| Hush par Billy Joe Royal                                               |      | Joe South                                   | Mal                             | 1968 | Georges Aber   | album Jeune homme |
| Loving You d'Elvis Presley                                             |      | Jerry Leiber - Mike Stoller                 | Ma vie à t'aimer                | 1968 | Georges Aber   | album Jeune homme |
| Cut Across Shorty d'Eddie Cochran                                      |      | Marijohn Wilkin (en), Wayne P. Walker       | Cours plus vite Charlie         | 1968 | Long Chris     | album Rêve et amour |
| Mackenna's Gold                                                        |      | Freddie Douglas – Quincy Jones              | L'or de McKenna                 | 1969 | Ralph Bernet   | 45 tours BOF L'or de McKenna |

### Les années 1970
| Titre original                                                                 | Date      | Auteurs                                                     | Version Johnny                                                         | Date      | Adaptation                  | Support |
| ------------------------------------------------------------------------------ | --------- | ----------------------------------------------------------- | ---------------------------------------------------------------------- | --------- | --------------------------- | --- |
| Fortunate Son de Creedence Clearwater Revival                                  |           | John Fogerty                                                | Fils de personne                                                       | 1971      | Philippe Labro              | album Flagrant délit |
| Drink From The Water                                                           |           | Joey Cooper John Gallie                                     | Il faut boire à la source                                              | 1971      | Philippe Labro              | album Flagrant délit |
| Delta Lady de Joe Cocker                                                       |           | L. Russel                                                   | Fille de la nuit                                                       | 1971      | Philippe Labro              | album Flagrant délit |
| Don't Leave Me d'Hugh McCracken                                                |           | Mick Jones - Tommy Brown - Hugh McCracken                   | Reste                                                                  | 1971      | Philippe Labro              | Issu des sessions d'enregistrements de l'album Flagrant délit, ce titre, resté inédit jusqu'en février 2024, est publié à l'occasion d'une réédition du disque,       |
| Do You Know What I Mean                                                        |           | Lee Michaels                                                | Voyez ce que je veux dire Tu vois ce que je veux dire (version studio) | 1971 1972 | Philippe Labro              | album Live at the Palais des sports restée inédite jusqu'en 2012 |
| Space Captain                                                                  |           | Matthew Moore                                               | Apprendre à vivre ensemble (en duo avec Nanette Workman)               | 1972      | Michel Mallory              | 45 tours de Nanette Workman |
| Sunshine                                                                       |           | Don Preston / John Gallie                                   | Viens le soleil                                                        | 1972      | Ralph Bernet                | album Country, Folk, Rock |
| Salvation                                                                      |           | Craig Doerge (en) / Judy Henske (en)                        | Sauvez-moi                                                             | 1972      | Michel Mallory              | album Country, Folk, Rock |
| Ain't Hard to Stumble                                                          |           | David B. Rivkin                                             | Tomber c'est facile                                                    | 1972      | Ralph Bernet                | album Country, Folk, Rock |
| Suspicious Minds d'Elvis Presley                                               |           | Mark James / Mark James                                     | Soupçons                                                               | 1973      | Michel Mallory              | album Insolitudes |
| Fever version d'Elvis Presley                                                  | 1960      | Eddie Cooley - John Davenport (pseudonyme d'Otis Blackwell) | Vivre (en duo avec Sylvie Vartan)                                      | 1973      |                             | resté inédit au disque jusqu'en 1995, ce duo (enregistré au cours d'une émission de télévision), parait à l'occasion de la sortie d'une intégrale CD de Sylvie Vartan |
| Loving Arms                                                                    |           | Tom Jans                                                    | J'ai pleuré sur ma guitare                                             | 1974      | Michel Mallory              | album Je t'aime, je t'aime, je t'aime |
| Honky Tonk Women des Rolling Stones                                            |           | Mick Jagger - Keith Richards                                | (C'est une) honky tonk woman                                           | 1974      | Long Chris                  | album Rock'n'Slow |
| Nadine (Is It You?) de Chuck Berry                                             |           | Chuck Berry                                                 | Nadine                                                                 | 1974      | Long Chris                  | album Rock'n'Slow |
| C'mon Everybody d'Eddie Cochran                                                |           | Eddie Cochran - Jerry Capehart                              | Venez tous avec moi                                                    | 1974      | Long Chris                  | album Rock'n'Slow |
| Heartbreak Hotel d'Elvis Presley                                               |           | Tommy Durden (en) - Mae Boren Axton (en)                    | À l’hôtel des cœurs brisés                                             | 1974      | Long Chris                  | album Rock'n'Slow |
| Lady                                                                           |           | T. Hiller - S. Sheridan - M. Lee                            | Ma panthère noire'                                                     | 1974      | Philippe Labro              | album Rock'n'Slow |
| It'll Be Me de Jerry Lee Lewis                                                 |           | Jack Clement                                                | Ma chérie, c'est moi                                                   | 1975      | Michel Mallory              | album Rock à Memphis |
| Twenty Flight Rock d'Eddie Cochran                                             |           | Ned Fairchild (en) / Eddie Cochran                          | 37e étage                                                              | 1975      | Long Chris                  | album Rock à Memphis |
| Summertime Blues d'Eddie Cochran                                               | 1958      | Eddie Cochran - Jerry Capehart                              | La fille de l'été dernier                                              | 1975      | Long Chris                  | album Rock à Memphis |
| Slow Down                                                                      |           | Larry Williams                                              | Dégage                                                                 | 1975      | Long Chris                  | album Rock à Memphis |
| Jeannie Jeannie Jeannie (en) d'Eddie Cochran                                   |           | George Motola - Ricki Page                                  | Jeanie Jeanie et ta sœur                                               | 1975      | Michel Mallory              | album Rock à Memphis |
| Memphis, Tennessee de Chuck Berry                                              |           | Chuck Berry                                                 | Memphis USA                                                            | 1975      | Michel Mallory              | album Rock à Memphis |
| Long Tall Sally de Little Richard                                              |           | Robert Blackwell - Enotris Johnson - Richard Penniman       | Oh Sally                                                               | 1975      | Michel Mallory              | album Rock à Memphis |
| Stuck On You d'Elvis Presley                                                   |           | Aaron Schroccler / J. Leslie Mc Farland                     | Comme un fou                                                           | 1975      | Michel Mallory              | album Rock à Memphis |
| High School Confidential de Jerry Lee Lewis                                    |           | Jerry Lee Lewis - Ron Hargarve                              | Qu'est-ce-que tu fais à l'école                                        | 1975      | Michel Mallory              | album Rock à Memphis |
| Matchbox Carl Perkins                                                          |           | Carl Perkins                                                | Un garçon sur la route                                                 | 1975      | Long Chris                  | album Rock à Memphis |
| Good Golly, Miss Molly de Little Richard                                       |           | Robert Blackwell - John Marascalco                          | Adieu Miss Molly                                                       | 1975      | Michel Mallory              | album Rock à Memphis |
| Promised Land de Chuck Berry (autre version par Elvis Presley)                 |           | Chuck Berry                                                 | La Terre promise                                                       | 1975      | Michel Mallory              | album La Terre promise |
| Me and Bobby McGee de Kris Kristofferson                                       |           | Kris Kristofferson - F. Foster                              | L'Histoire de Bobby Mc Gee                                             | 1975      | Michel Mallory              | album La Terre promise |
| Rave On                                                                        |           | B. Tilgman - West - N. Pem                                  | C'est bon                                                              | 1975      | Michel Mallory              | album La Terre promise |
| Linda On My Mind                                                               |           | C.Twitty                                                    | Les Larmes de Belinda                                                  | 1975      | Michel Mallory              | album La Terre promise |
| Got You On My Mind                                                             |           | J. Thomas - H. Biggs                                        | Quand je reviendrai                                                    | 1975      | Michel Mallory              | album La Terre promise |
| Baby You Got It                                                                |           | B. Peters                                                   | Tout ce que tu veux                                                    | 1975      | Michel Mallory              | album La Terre promise |
| Help Me Make It Through the Night de Kris Kristofferson                        |           | Kris Kristofferson                                          | Reste avec moi cette nuit                                              | 1975      | Long Chris                  | album La Terre promise |
| Burning Love                                                                   |           | D. Linde                                                    | Promesses                                                              | 1975      | Michel Mallory              | album La Terre promise |
| You're The One                                                                 |           | Robert William Morrison                                     | La ruée vers l'or                                                      | 1975      | Michel Mallory              | album La Terre promise |
| Here Comes Everybody's Baby par Ray Racheals                                   |           | Ray Racheals                                                | Une fille sans importance                                              | 1975      | Michel Mallory              | album La Terre promise |
| Mystery Train d'Elvis Presley                                                  |           | Junior Parker / Sam Philips                                 | Train sans espoir                                                      | 1975      | Michel Mallory              | resté inédit jusqu'en 1993 |
| Lovin' Her Was Easier (Than Anything I'll Ever Do Again) de Kris Kristofferson |           | Kris Kristofferson                                          | Il faudra plus de temps que m'en donnera ma vie                        | 1975      | Michel Mallory              | resté inédit jusqu'en 2012 |
| I Can Help                                                                     |           | Billy Swan                                                  | Je suis là                                                             | 1975      | (droits réservés)           | resté inédit jusqu'en 2012 |
| Don't Play Your Rock 'n' Roll to Me de Smokie                                  | 1975      | Nicky Chinn - Mike Chapman                                  | Joue pas de rock'n'roll pour moi                                       | 1976      | Long Chris                  | album Derrière l'amour |
| Tender Memory                                                                  |           | Will Jennings - Tom Jans (en)                               | Merci                                                                  | 1976      | Gilles Thibaut              | album Derrière l'amour |
| I'm A Ramblin' Man de Waylon Jennings                                          |           | Ray Pennington                                              | L'étranger                                                             | 1976      | Long Chris                  | album Derrière l'amour |
| One Night (With You) de Smiley Lewis autre version par Elvis Presley           | 1956 1959 | Dave Bartholomew - Pearl King                               | Une nuit sans toi                                                      | 1976      | Michel Mallory              | resté inédit jusqu'en 1993 |
| The King Is Dead                                                               | 1972      | Tony Cole                                                   | Gabrielle                                                              | 1976      | Long Chris et Patrick Larue | album Derrière l'amour |
| C'est la vie d'Emerson, Lake and Palmer                                        | 1977      | Greg Lake / Peter Sinfield                                  | Tant pis... c'est la vie                                               | 1977      | Georges Aber                | album C'est la vie |
| Sea Cruise de Frankie Ford                                                     |           | Huey "Piano" Smith                                          | La Croisière des souvenirs                                             | 1977      | Long Chris - Pierre Billon  | album C'est la vie |
| Sweet Music Man de Kenny Rogers                                                |           | Kenny Rogers                                                | Revoilà ma solitude                                                    | 1978      | Michel Mallory              | album Solitudes à deux |
| Juanita                                                                        |           | Kim Morrison                                                | Lolita                                                                 | 1978      | Michel Mallory              | album Solitudes à deux |
| Old Time Rock and Roll de Bob Seger                                            |           | George Jackson / Thomas E. Jones III                        | Le bon temps du rock and roll                                          | 1979      | Michel Mallory              | album Hollywood |
| Cryin' Shame                                                                   |           | Steve Berlin / Steve Beckmeier                              | Tout m'enchaîne                                                        | 1979      | Michel Mallory              | album Hollywood |
| You Are The Only One I Ever Needed                                             |           | Robbie Patton - Linda Mallah                                | Tu n'es pas la seule fille au monde                                    | 1979      | Michel Mallory              | album Hollywood |
| Isn't It Time (The Babys song) (en)                                            |           | Ray Kennedy / Jack Conrad                                   | Le Cœur comme une montagne                                             | 1979      | Michel Mallory              | album Hollywood |
| I Need You So Badly                                                            |           | Steve Beckmeier / Fred Beckmeier                            | Dommage                                                                | 1979      | Michel Mallory              | album Hollywood |
| You're Gonna Get What's Coming de Robert Palmer                                |           | Robert Palmer                                               | Comme un voleur                                                        | 1979      | Michel Mallory              | album Hollywood |
| You Can Get It If You Really Want (en) de Jimmy Cliff                          |           | Jimmy Cliff                                                 | T'as le bonjour de l'amour                                             | 1979      | Michel Mallory              | album Hollywood |
| Rock'n'Roll Dancing                                                            |           | Steve Beckmeier / Fred Beckmeier                            | Qu'est-ce que tu croyais                                               | 1979      | Georges Terme               | 45 tours |

### Les années 1980
| Titre original                                          | Date | Auteurs                                     | Version Johnny                                     | Date | Adaptation                      | Support |
| ------------------------------------------------------- | ---- | ------------------------------------------- | -------------------------------------------------- | ---- | ------------------------------- | --- |
| Drift Away (en)                                         |      | Mentor Williams (en)                        | À double tour                                      | 1980 | Georges Terme                   | album À partir de maintenant |
| You Are The Girl I Love                                 |      | Steve Goodman                               | La seule fille que j'aime                          | 1980 | Michel Mallory                  | album À partir de maintenant |
| Feel Like a Number de                                   |      | Bob Seger                                   | Perdu dans le nombre                               | 1980 | Long Chris                      | album À partir de maintenant |
| Brave Strangers de Bob Seger                            |      | Bob Seger                                   | Deux étrangers                                     | 1981 | Michel Mallory                  | album En pièces détachées * : resté inédit jusqu'en 1993 |
| Red                                                     |      | John S. Carter (en) – Sammy Hagar           | Guerre                                             | 1981 | Michel Mallory                  | album En pièces détachées |
| Every Time I Think Of You                               |      | Jack Conrad - Ray Kennedy                   | La nuit crie au secours                            | 1981 | Georges Terme                   | album En pièces détachées |
| Yesterday Dreams de Brian Cadd                          | 1978 | Brian Cadd                                  | C'est pas facile                                   | 1981 | Michel Mallory                  | album Pas facile |
| Fight For Love                                          |      | Paul Roberts                                | Bats-toi pour l'amour                              | 1981 | Michel Mallory                  | album Pas facile |
| Ain't Much Fun                                          |      | Brian Hodgson / Ray Peters                  | Le rock'n'Roll c'est comme ça                      | 1981 | Michel Mallory                  | album Pas facile * : resté inédit jusqu'en 1993 |
| Still The Same (en) de Bob Seger                        |      | Bob Seger                                   | Toujours le même                                   | 1981 | Michel Mallory                  | album Pas facile |
| Why Does That Girl Give Me Fever                        |      | Glen Ballard                                | Je ne pourrai jamais l'oublier                     | 1981 | Michel Mallory                  | album Pas facile |
| Street Sense                                            |      | Richard Supa (en)                           | La ville                                           | 1981 | Long Chris                      | album Pas facile |
| You Oughta Know By Now                                  |      | Jack Conrad - Ray Kennedy - David Foster    | Le survivant                                       | 1982 | Long Chris                      | album La peur |
| Sweet Home Alabama de Lynyrd Skynyrd                    | 1974 | Ed King, Ronnie Van Zant, Gary Rossington   | Cartes postales d'Alabama                          | 1982 | Claude Moine                    | album La peur |
| Victim of Romance de Moon Martin                        |      | Moon Martin                                 | Je suis victime de l'amour                         | 1982 | Georges Aber                    | album La peur |
| Maybe Baby de Buddy Holly                               |      | Norman Petty - Charles Hardin (B. Holly)    | Peut-être bien                                     | 1983 | Pierre Billon                   | resté inédit jusqu'en 1993 |
| Stand by me de Ben E. King                              |      | E. Glick - Ben E. King                      | Reste ici                                          | 1983 | Pierre Billon                   | resté inédit jusqu'en 1993 |
| Betty Lou is Getting Out Tonight de Bob Seger           |      | Bob Seger                                   | Mon p'tit loup (ça va faire mal)                   | 1984 | Pierre Billon - Johnny Hallyday | album Drôle de métier + album Spécial Enfants du Rock (version différente) |
| Nashville Blues de Everly Brothers                      |      | Felice Bryant, Boudleaux Bryant             | Nashville Blues                                    | 1984 | Pierre Billon - Johnny Hallyday | album Drôle de métier + album Spécial Enfants du Rock (en duo avec Don Everly) |
| I Betcha You Gonna Like It de Jerry Lee Lewis           |      | Buddy Killen, Robert Riley                  | Je sais que tu ne peux pas trouver mieux ailleurs  | 1984 | Long Chris - Pierre Billon      | album Drôle de métier + album Spécial Enfants du Rock (version différente) |
| Looking For the Next Best Thing                         |      | Zevon - Marinell - Edwards                  | Génération banlieue                                | 1984 | Serge Loupien - Johnny Hallyday | album Drôle de métier |
| I Wish That I Could Hurt This Way Again de Kenny Rogers |      | Don Cook - Claude Putman / Rafe Vanhoy      | J'aimerai pouvoir encore souffrir comme ça         | 1984 | Long Chris - Pierre Billon      | album Drôle de métier + album Spécial Enfants du Rock (version différente) |
| That's When Your Heartaches Begin d'Elvis Presley       |      | William Raskin - George Brown - Fred Fisher | Quand ça vous brise le cœur                        | 1984 | Georges Aber - Johnny Hallyday  | album Drôle de métier + album Spécial Enfants du Rock (version différente) |
| Shake, Rattle and Roll de Bill Haley                    |      | Calhoun                                     | Chouette la vie                                    | 1984 | Georges Aber                    | restée inédite jusqu'en 1993 |
| The Heart of Rock n' Roll de Huey Lewis                 |      | Huey Lewis - Johnny Colla                   | Le cœur du rock'n'roll                             | 1984 | Pierre Billon                   | album Johnny Hallyday au Zénith |
| Heartbreak Hotel d'Elvis Presley                        |      | Mae Axton - Tommy Durden - Elvis Presley    | Je me sens si seul                                 | 1984 | Johnny Hallyday                 | album Johnny Hallyday au Zénith |
| I Wanna Be Loved By You de Marilyn Monroe               |      | Herbert Stothart, Harry Ruby / Bert Kalmar  | Je veux que tu m'aimes (en duo avec Nathalie Baye) | 1985 | Michel Berger                   | interprété à la télévision cette adaptation du classique de Marilyn Monroe est restée inédite jusqu'en 2015 ; Elle parait sur un DVD inclus dans la réédition de l'album Rock'n'roll attitude - 30e anniversaire |

### Les années 1990
| Titre original                                    | Date | Auteurs                                                           | Version Johnny               | Date | Adaptation       | Support |
| ------------------------------------------------- | ---- | ----------------------------------------------------------------- | ---------------------------- | ---- | ---------------- | --- |
| Dirty Love de Thunder                             | 1990 | Luke Morley (en)                                                  | Amour facile                 | 1991 | Jean Schultheis  | album Ça ne change pas un homme |
| I'll Be There de The Escape Club (en)             | 1991 | John Holliday, Trevor Steel (en), Johnnie Christo, Milan Zekavica | Je serai là                  | 1993 | Étienne Roda-Gil | CD Single (version studio) album Parc des Princes 1993 (version live) |
| Not Fade Away de Buddy Holly                      |      | Charles Hardin Holley / Norman Petty                              | Je vais te secouer           | 1996 | Jean Fauque      | album Destination Vegas |
| Lawdy Miss Clawdy d'Elvis Presley                 |      | Lloyd Price                                                       | Miss Claudie                 | 1996 | Jean Fauque      | album Destination Vegas |
| Memphis, Tennessee de Chuck Berry                 |      | Chuck Berry                                                       | Memphis est loin d'ici       | 1996 | Jean Fauque      | album Destination Vegas |
| Lonesome Town                                     |      | Baker Knight                                                      | La Ville des âmes en peine   | 1996 | Jean Fauque      | album Destination Vegas |
| Born on the Bayou de Creedence Clearwater Revival |      | John Fogerty                                                      | Dans le bayou                | 1996 | Jean Fauque      | album Destination Vegas |
| That's How I Got to Memphis (en)                  |      | Tom T. Hall                                                       | Sur la route de Memphis      | 1996 | Claude Moine     | album Destination Vegas (reprise de la version d'Eddy Mitchell album Sur la route de Memphis (1976) |
| Proud Mary de Creedence Clearwater Revival        | 1969 | John Fogerty                                                      | Rouler sur la rivière        | 1996 | Jean Fauque      | album Destination Vegas |
| Sweet Little Rock'n Roller de Chuck Berry         |      | Chuck Berry                                                       | Jolie petite rock'n'rolleuse | 1996 | Philippe Labro   | album Destination Vegas |
| Money Honey d'Elvis Presley                       |      | Jesse Stone                                                       | Monnaie monnaie              | 1996 | Jean Fauque      | album Destination Vegas |
| Like a Rock de Bob Seger                          |      | Bob Seger                                                         | Comme un roc                 | 1996 | Philippe Labro   | album Destination Vegas |
| Love Me Tender d'Elvis Presley                    |      | Elvis Presley – Vera Matson                                       | Grave-moi le cœur            | 1967 | Jean Fauque      | titre enregistré par Johnny Hallyday durant les répétitions du concert à Las Vegas le 26 novembre 1996 et resté totalement inédit à la scène et au disque jusqu'en décembre 2023 avec la sortie du coffret Johnny Hallyday Symphonique, (compilant les albums posthumes Johnny et Johnny Acte II, respectivement parus en 2019 et 2021) |

### Les années 2000 - 2010
| Titre original                                      | Date | Auteurs                                                              | Version Johnny                                          | Date | Adaptation                                      | Support                                                                                        |
| --------------------------------------------------- | ---- | -------------------------------------------------------------------- | ------------------------------------------------------- | ---- | ----------------------------------------------- | ---------------------------------------------------------------------------------------------- |
| Up Around the Bend de Creedence Clearwater Revival  |      | John Fogerty                                                         | Que restera-t-il ?                                      | 2003 | Michel Mallory                                  | album Parc des Princes 2003                                                                    |
| The Impossible Dream (version par Elvis Presley en) | 1972 | Joseph Darion / Mitch Leigh                                          | La Quête                                                | 2006 | Jacques Brel (1968 - album : L'Homme de Mancha) | album Flashback Tour + La Cigale : 12-17 décembre 2006 (reprise de la version de Jacques Brel) |
| Unchained Melody                                    | 1955 | Hy Zaret, Alex North                                                 | Unchained Melody/Les enchaînés (en duo avec Joss Stone) | 2008 | Pierre Delanoë                                  | Album Ça ne finira jamais                                                                      |
| Forever Young (de Bob Dylan)                        |      | Bob Dylan                                                            | Jeune pour toujours (en duo avec Hugues Aufray)         | 2009 | Hugues Aufray                                   | Album New Yorker d'Hugues Aufray                                                               |
| What a Wonderful World de Louis Armstrong           |      | Bob Thiele – George Weiss                                            | Ce monde est merveilleux (en duo avec Line Renaud)      | 2010 | Michel Mallory                                  | Album Rue Washington de Line Renaud                                                            |
| Jealousy de Gush                                    |      | Xavier Polycarpe, Vincent Polycarpe, Mathieu Parnaud, Yan Gorodetzky | Jalousie                                                | 2011 | Hocine Merabet, Matthieu Chedid                 | album Jamais seul (titre bonus)                                                                |
| Let The Good Times Roll de JD McPherson (en)        |      | JD McPherson (en)                                                    | Made in rock'n'roll                                     | 2018 | Pierre-Dominique Burgaud                        | album Mon pays c'est l'amour                                                                   |